# Gymnopternus pugnaceus
Gymnopternus pugnaceus är en tvåvingeart som beskrevs av Robinson och Knowles 2008. Gymnopternus pugnaceus ingår i släktet Gymnopternus och familjen styltflugor.
Artens utbredningsområde är Virginia. Inga underarter finns listade i Catalogue of Life.